# Centaurea polyacantha
Centaurea polyacantha — вид квіткових рослин родини айстрових (Asteraceae). Ареал: Алжир, Лівія, Марокко, Португалія, Іспанія, Туніс.

## Середовище
Населяє кам'янисті місцевості.

## Морфологічна характеристика
Це багаторічник 5–15 см заввишки. Прикореневі листки в розетці, черешкові, ліроподібні, сегменти зубчасті, кінцеві найбільші, стеблові листки перистороздільні, павутинисті. Квіткові голови поодинокі, ≈ 5 см. Квіточки сині, пурпурові. Період цвітіння: весна.